# Cheikh Gadiaga
Serigne Cheikh Gadiaga est un footballeur international sénégalais né le 30 novembre 1979.